# Ахмад Ахмад
Ахмад Ахмад (малаг. Ahmad Ahmad; нар. 30 грудня 1959, комуна Тамбохорано, регіон Мелакі, Мадагаскар) — мадагаскарський футбольний і спортивний функціонер, політичний діяч. Колишній міністр рибальства та водних ресурсів (1996-1998 і 2014-2016). Сенатор, віце-президент сенату Мадагаскару із 2016. Президент Федерації футболу Мадагаскару з 2003 року, президент КАФ у 2017—2021 роках.

## Освіта
- початкова школа в Тамбохорано (Tambohorano; 1966—1972);
- ліцей у Мантірано (Maintirano; 1973 to 1979);
- підготовчі курси з публічного та приватного права (1979—1981);
- вища нормальна школа при Антананарівському університеті за напрямом «фізична освіта та спорт» (1981—1986);
- Ліонський університет Клода Бернара (2005—2006) за напрямом «менеджмент спортивних організацій».

Володіє малагасійською, французькою та англійською мовами.

## Діяльність
- 1986—1988 — викладач фізкультури у загальноосвітньому коледжі в Тамбохорано;
- 1988—1989 — викладач фізкультури у технічному ліцеї Махадзанґи;
- 1989—1990 — тренер футбольного клубу «Сотема» (Махадзанґа);
- 1988—1993 — виконавчий директор у підприємстві PROBO;
- 1988—1993 — керівник спортивного департаменту Махадзанґи;
- 1988—1993 — регіональний технічний радник із футболу;
- 1993—1994 — директор із соціального розвитку в міністерстві населення (Ministère de la Population);
- 1994—1995 — член уряду, відповідальний за Департамент спорту;
- 1995—1996 — технічний радник Національної Асамблеї;
- 1996—1998 — міністр рибальства та водних ресурсів;
- 1998—2003 — президент державної корпорації SOMACODIS;
- від 2003 — професор спортивного права та маркетингу Національної академії спорту.
- 2014—2016 — міністр рибальства та водних ресурсів;

## Спортивний функціонер
Президент Федерації футболу Мадагаскару з 2003 року. Член виконавчого комітету КАФ із 2013 року.
Віце-президент Мадагаскарського олімпійського комітету (2006—2010). Віце-президент Апеляційного комітету ФІФА (2008—2014).
На виборах президента Африканської конфедерації футболу (КАФ) 2017 року Ахмад несподівано здолав багаторічного голову організації Ісса Хаяту (камерунець очолював організацію 29 років) — 34 голоси проти 20. Новий президент головними пунктами своєї програми назвав фінансову прозорість, захист прав африканських футболістів і клубів, тіснішу співпрацю між африканськими федераціями та континентальними конфедераціями, а також більшу демократичність в ухваленні рішень КАФ.

## Сімейний стан
Розлучений, має дитину.